# Leo Amery
Leopold Charles Maurice Stennett Amery, CH, noto come Leo Amery o L. S. Amery (Gorakhpur, 22 novembre 1873 – Londra, 16 settembre 1955), è stato un giornalista e politico britannico del Partito conservatore, noto per il suo interesse nella preparazione militare, l'India e l'Impero britannico.

## Biografia

### Gioventù
Leopold Amery nacque a Gorakhpur, in India, da padre inglese e madre ungherese ebrea. Suo padre era Charles Frederick Amery (1833–1901), di Lustleigh nel Devon, ufficiale dell'Ente forestale Indiano. La madre, Elisabeth Johanna Saphir (c. 1841–1908), sorella dell'orientalista Gottlieb Wilhelm Leitner, si era trasferita in India dall'Inghilterra, dove i suoi genitori si erano stabiliti e convertiti al Protestantesimo. Nel 1877 la madre ritornò in Inghilterra e nel 1885 divorziò da Charles.

### Educazione
Nel 1887 Amery si iscrisse alla Harrow, dove nello stesso periodo studiò Winston Churchill. Amery rappresentò Harrow in educazione fisica e mantenne una posizione di preminenza negli esami per un certo numero di anni, vincendo anche premi e borse di studio.
Successivamente Amery frequentò il Balliol College di Oxford, dove ottenne buoni risultati: si guadagnò un primo posto in teoria classica della moderazione nel 1894; in literae humaniores nel 1896; fu proxime accessit (secondo) alla borsa di studio Craven nel 1894 e all'Ouseley in turco nel 1896, vincendo anche un half-blue in corsa campestre.
Fu eletto membro dell'All Souls College. Indiscutibilmente brillante, era in grado di parlare Hindi dall'età di tre anni - Amery era nato in India ed aveva imparato naturalmente la lingua della sua balia (ayah) - e poteva conversare in francese, tedesco, italiano, bulgaro, turco, serbo e ungherese.

### Giornalismo
Durante la Seconda guerra boera Amery fu un corrispondente per il Times. Nel 1901, nei suoi articoli sulla condotta della guerra, attaccò il comandante in capo britannico, generale Redvers Buller, contribuendo alla sua sostituzione con il feldmaresciallo Frederick Roberts. Fu l'unico corrispondente a visitare le forze Boere e rischiò di essere catturato con Winston Churchill. Amery successivamente scrisse The Times History of the South African War (in sette volumi; 1899–1909).
Le Guerre boere misero in evidenza le carenze dell'esercito britannico e nel 1903 Amery scrisse The Problem of the Army, nel quale sosteneva la necessità di una sua riorganizzazione. Sul Times scrisse articoli che attaccavano il libero scambio, usando lo pseudonimo "Tariff Reformer" e nel 1906 scrisse The Fundamental Fallacies of Free Trade. Amery descrisse ciò come "a theoretical blast of economic heresy" (un'esplosione teorica di eresia economica) argomentando che il volume totale del commercio britannico era meno importante del dubbio che il commercio britannico si stesse costituendo per la mancanza nella nazione di materie prime e cibo tramite l'esportazione del surplus di beni industriali, spedizione e acume finanziario.
Fu un membro del Coefficients dining club di riformatori sociali che fu costituito nel 1902 dagli attivisti della Fabian Society Sidney e Beatrice Webb.

### Inizi della carriera politica
Amery rifiutò il posto di direttore dell'Observer nel 1908 e del Times nel 1912 per concentrare il suo impegno in politica. Nel maggio del 1911 fu eletto all'opposizione come membro del parlamento del Partito Liberale Unionista per il Birmingham del Sud, seggio che manterrà fino al 1945. Un motivo per cui Amery restò a far parte del Partito Liberale Unionista (essi sarebbero stati strettamente legati ai Conservatori l'anno seguente) era la sua ammirazione politica di lunga data per Joseph Chamberlain e l'essere un fervente sostenitore della Tariff Reform League e della federazione imperiale.

### Prima guerra mondiale
Durante la prima guerra mondiale le sue conoscenze delle lingue gli permisero di essere impiegato come ufficiale dei servizi segreti nei Balcani. Successivamente, come sotto-segretario nel governo nazionale di David Lloyd George, aiutò a preparare la Dichiarazione di Balfour (1917). Inoltre incoraggiò Ze'ev Jabotinsky a costituire la Legione Ebraica dell'esercito britannico in Palestina.
Amery fu un oppositore dell'idea di una Società delle Nazioni che era stata propagandata durante la guerra poiché credeva che, dal momento che il mondo non è tutto uguale, una società delle nazioni che tratti tutti gli stati come uguali con uguali diritti di voto sarebbe assurdo. Egli invece credeva che nel mondo si sarebbero formati stati via via più grandi, con il risultato di un mondo in equilibrio costituito da unità naturalmente stabili. Contrastava quest'idea del presidente Woodrow Wilson considerandola un "facile slogan di auto-determinazione".

### Primo Lord dell'Ammiragliato
Fu Primo Lord dell'Ammiragliato (1922–1924) sotto Andrew Bonar Law e Stanley Baldwin. La Conferenza navale di Washington del 1921-1922 portò nel 1922 al Trattato navale di Washington, che ridusse la potenza della marina militare britannica e la sua valutazione da oltre 83 milioni di sterline a 58 milioni. Amery difese il finanziamento per la base navale di Singapore dagli attacchi dei liberali e dei labouristi.

### Segretario per le Colonie
Amery fu Segreteria di Stato per le Colonie nel governo Baldwin dal 1924 al 1929. Egli espanse il ruolo del consulente commerciale nell'ufficio di consulenza economico e finanziario sotto Sir George Ernest Schuster. Creò anche la carica di Consulente capo medico sotto Sir Thomas Stanton e una serie di consulenti per l'educazione (Sir Hanns Visscher per l'Africa Tropicale), l'agricoltura (Sir Frank Stockdale), la veterinaria, e la pesca. Costituì inoltre la Commissione per il commercio nell'Impero (Empire Marketing Board).

### Caduta in disgrazia
Amery non fu invitato a far parte del governo nazionale nel 1931. Rimase in Parlamento, ma fece parte dei consigli d'amministrazione di parecchie società di rilievo. Ciò si rese necessario perché non aveva mezzi per vivere di rendita ed aveva esaurito i risparmi durante la prima guerra mondiale e quando era ministro di gabinetto negli anni '20. Tra gli altri, fece parte di consigli d'amministrazione di parecchie società tedesche per la produzione di metalli (rappresentando capitali inglesi investiti in queste compagnie), della britannica Southern Railway, della Gloucester Railway Carriage and Wagon Company, della Marks and Spencer, della famosa azienda di costruzioni navali Cammell Laird, e della Trust and Loan of Canada. Fu anche presidente del comitato valutario iracheno.
Nel periodo in cui fu direttore di aziende di produzione di metalli tedesche, visitando le fabbriche, si rese ben conto del potenziale militare tedesco. Adolf Hitler, resosi conto di questa situazione, bloccò l'assunzione di direttori stranieri. Amery trascorse parecchio tempo in Germania durante gli anni '30 a causa del suo lavoro. Non gli fu permesso di spedire il suo onorario da direttore fuori del paese, così portò la famiglia in vacanza sulle Alpi bavaresi. Ebbe lunghi incontri con Adolf Hitler, con il presidente Ceco, Benes, coi politici austriaci Dollfuss e Schuschnigg e con l'italiano Benito Mussolini.

### Riarmo e riappacificazione
Nel dibattito sulla necessità di accrescere lo sforzo di riarmo delle forze britanniche, Amery tendeva a focalizzarsi sulle esigenze dell'esercito, mentre Churchill si occupava più della difesa aerea e Roger Keyes dei problemi della marina. Austen Chamberlain fu, fino alla morte, un membro di questo gruppo. Mentre non c'erano dubbi sul fatto che Churchill fosse il più importante ed efficace, il lavoro di Amery non fu insignificante. Fu una forza trainante per la creazione della Army League, un gruppo di pressione designato a mantenere le necessità dell'esercito britannico davanti a quelle pubbliche.
Negli anni '30, Amery, assieme a Churchill, fu aspramente critico nei confronti della riappacificazione con la Germania nazista, spesso attaccando apertamente il proprio partito. Essendo stato Segreteria di Stato per le Colonie, era ben consapevole dei punti di vista dei domini e si oppose fortemente alla restituzione delle sue colonie alla Germania, un proposito seriamente considerato da Neville Chamberlain.
Sulla questione del riarmo, Amery fu coerente. Sollecitò non solo un più alto livello di spesa, ma anche una rivalutazione delle priorità attraverso la creazione di un gabinetto di livello massimo per lo sviluppo di una strategia di difesa totale, in questo modo il dispendio incrementato avrebbe potuto essere speso accortamente. Egli pensava che l'incarico sarebbe stato assegnato a lui o a Churchill. Quando fu infine creato un ministero per la coordinazione della difesa e assegnato ad un politico di rango minore, Sir Thomas Inskip, egli la prese come una burla.
Quando scoppiò la guerra, Amery fu uno dei pochi contrari alla riappacificazione che si opposero alla cooperazione con l'Unione Sovietica al fine di sconfiggere la Germania nazista. Tutto ciò nasceva da un'antica paura per il Comunismo.
Si crede comunemente che, quando Neville Chamberlain annunciò il suo volo per Monaco di Baviera, agli applausi della Camera Amery fu uno dei soli quattro membri che rimasero seduti (gli altri erano Churchill, Anthony Eden e Harold Nicolson).
Amery differiva da Churchill per il fatto che, durante gli anni '30, aveva sperato di poter stringere un'alleanza con l'Italia per contrastare il crescente potere della Germania nazista. Un fronte unito della Gran Bretagna, Francia e Italia, così sperava, avrebbe potuto prevenire la presa del potere nazista in Austria, specialmente se supportati dalla Cecoslovacchia. Per questo motivo fu favorevole alla riappacificazione con l'Italia, con il tacito riconoscimento delle sue rivendicazioni sull'Etiopia. Una partenza in questa direzione si ebbe con il cosiddetto Fronte di Stresa del 1935, ma la contromossa da parte del Regno Unito che portò all'imposizione di sanzioni economiche all'Italia, dopo l'invasione italiana dell'Etiopia nel 1936, condussero l'Italia, così egli pensava, nelle braccia della Germania.
Altra caratteristica dalla visione di Amery era una significativa sfiducia nell'amministrazione di Franklin Delano Roosevelt. Ciò derivava dall'attacco del Segretario di Stato americano, Cordell Hull, che usò tutta la sua influenza per far sì che il Canada si opponesse al libero commercio nell'impero, forse il progetto più caro ad Amery. Mentre fu infruttuosa la pressione esercitata sul Primo Ministro Conservatore canadese, Richard Bedford Bennett, il suo successore Liberale, William Lyon Mackenzie King, adottò una posizione più favorevole agli Stati Uniti d'America.

### Seconda guerra mondiale
Amery è noto per due momenti di elevata drammaticità alla Camera dei Comuni agli inizi della seconda guerra mondiale. Il 2 settembre 1939, Neville Chamberlain parlò in un dibattito alla Camera e affermò (in effetti) che non era stata dichiarata guerra alla Germania immediatamente per aver invaso la Polonia. Questo fatto irritò enormemente Amery. Dal momento che il capogruppo del Labour Party Clement Attlee era assente, Arthur Greenwood si alzò e annunciò che avrebbe parlato per i labouristi. Amery gli rispose, "Parla per l'Inghilterra!"; ciò implicava che non lo faceva.
Il secondo noto incidente avvenne durante il Norway Debate nel 1940. Dopo che una serie di disastri militari e navali furono annunciati, Amery attaccò il governo Chamberlain, citando Oliver Cromwell:
Lloyd George in seguito disse ad Amery che in 50 anni aveva sentito pochi discorsi che eguagliavano il suo in forza e nessuno con così drammatico climax. Questo dibattito portò 42 deputati conservatori a votare contro Chamberlain e 36 ad astenersi, conducendo alla caduta del governo conservatore e alla formazione di un governo di unità nazionale presieduto da Churchill. Amery stesso annotò nel suo diario che pensava che il suo discorso fosse uno dei migliori che avesse mai presentato alla Camera, e che avesse fatto la differenza nell'esito del dibattito.

### Segretario di Stato per l'India
Durante la guerra Amery fu Segretario di Stato per l'India, a dispetto del fatto che il destino dell'India fosse stato argomento spinoso di controversia tra Churchill e Amery per molti anni. Amery deluso per non aver avuto il seggio nel gabinetto di guerra, era tuttavia determinato a fare tutto ciò che avrebbe potuto nella posizione che gli era stata offerta. Era continuamente frustrato dall'intransigenza di Churchill, e nelle sue memorie ricorda che Churchill sapeva "dei problemi dell'India quanto Giorgio III delle colonie americane."

### Ultimi anni
Alle elezioni generale del 1945-1946 nel Regno Unito, perse il suo seggio a favore del labourista Percy Shurmer, che lavorava in un ufficio postale. Gli fu offerto, ma rifiutò il titolo di pari, perché ciò avrebbe potuto, alla sua morte, abbreviare la carriera politica del figlio Julian alla Camera dei Comuni. Comunque, fu creato Companion of Honour. Dopo il suo ritiro, Amery pubblicò la sua autobiografia in tre volumi, My Political Life (1953-1955).

### Vita personale
Leo Amery fu notoriamente dedito alla vita all'aria aperta, in particolare era famoso come alpinista. Continuò ad arrampicarsi fino oltre i sessant'anni, specialmente nelle Alpi svizzere, ma anche in Baviera, Austria, Jugoslavia e Italia come pure sulle Montagne rocciose canadesi deve il Monte Amery è stato così chiamato in suo onore. Gli piaceva anche sciare. Era membro del Club alpino inglese (di cui fu presidente, 1943–1945) e anche dei clubs Athenaeum di Londra e Carlton. Fu anche vice presidente della Società dei Cavalieri della Tavola Rotonda. Massone, fu membro della Gran Loggia Unita d'Inghilterra.
Il figlio maggiore di Leo Amery, John Amery (1912-1945), ebbe una vita breve e travagliata, e simpatizzò apertamente per il Nazismo. Durante la seconda guerra mondiale, partecipò a trasmissioni di propaganda per la Germania e indusse alcuni prigionieri di guerra britannici a fa parte della legione sotto il controllo tedesco "Britisches Freikorps". Dopo la guerra fu impiccato per tradimento. Leo Amery modificò la sua voce nel Who's Who sostituendo "un figlio" al posto di "due figli". Il drammaturgo Ronald Harwood, che esplora la relazione tra Leo e John Amery nel suo lavoro An English Tragedy (2008), considera significativo per la storia di John Amery che Leo Amery avesse apparentemente nascosto la sua discendenza materna ebrea.
Il figlio minore di Amery, Julian Amery (1919-1996), divenne un politico conservatore; servì nei governi di Harold Macmillan e Sir Alec Douglas-Home come Ministro dell'Aviazione (1962–1964), ed ebbe incarichi ministeriali subalterni sotto Edward Heath.

## Eredità
Durante tutta la sua carriera politica, Amery fu un esponente dell'unità dell'Impero, dal momento che vedeva l'Impero britannico come una forza di giustizia e progresso nel mondo. Supportò fermamente l'evoluzione dei domini in nazioni indipendenti legate alla Gran Bretagna da affinità, commercio, difesa e un comune orgoglio per l'impero. Appoggiò inoltre la graduale evoluzione delle altre colonie, in particolare dell'India, allo stesso stato. In questo differiva da Churchill, un operatore libero, che era meno interessato all'impero in sé, e maggiormente alla Gran Bretagna stessa come un grande potere. Amery sentiva che la Gran Bretagna era troppo debole da sola per mantenere la sua posizione di predominio.
Amery fu molto attivo nelle questioni relative all'impero durante gli anni '20 e '30. Fu responsabile degli affari coloniali e delle relazioni con i domini dal 1924 al 1929. Negli anni '30 fu un membro dell'Associazione delle industrie dell'impero e capo organizzatore di una grande manifestazione celebrante l'Impero al Royal Albert Hall nel 1936 in occasione del centenario della nascita di Joseph Chamberlain. Amery mantenne un programma di discorsi molto pieno, con almeno 200 impegni tra il 1936 e il 1938, molti di essi furono dedicati ad argomenti inerenti l'impero, specialmente l'Imperial Preference, un sistema di accordi tariffari e di libero scambio tra domini e colonie dell'Impero britannico.

## Opere
- L. S. Amery, My Political Life. Volume One: England Before the Storm. 1896-1914 (London: Hutchinson, 1953).
- L. S. Amery, My Political Life. Volume Two: War and Peace. 1914–1929 (London: Hutchinson, 1953).
- L. S. Amery, My Political Life. Volume Three: The Unforgiving Years. 1929–1940 (London: Hutchinson, 1955).
- L. S. Amery, "Days of Fresh Air, Being Reminiscences of Outdoor Life" (London: Hutchinson Universal Book Club, 1940).